# Mike Bradley (Politiker)
Mike Bradley (geboren 1955) ist seit 1998  Bürgermeister der kanadischen Stadt Sarnia in Ontario und Mitglied der Liberal Party.

## Politik
Bevor er gewählt wurde, war er als Assistent der Geschäftsführung von Sarnia – Lambtons Abgeordneter Bud Cullen – tätig. Mit dieser Erfahrung traf Bradley die Entscheidung, 1984 zum ersten Mal für ein öffentliches Amt zu kandidieren. Bradley wandte sich der Kommunalpolitik zu. Er wurde 1985 zum Stadtrat gewählt und beschloss drei Jahre später, nach dem Tod von Bürgermeister Marceil Saddy, für das Amt des Bürgermeisters zu kandidieren. Bei den Kommunalwahlen 1988 traten vier Ratsmitglieder für das Amt des Bürgermeisters an; die anderen drei waren Doug Bain, der Stadtrat Wills Rawana und die Stadträtin Elizabeth Wood. Bradley gewann die Wiederwahl in den Jahren 1991, 1994, 1997, 2000, 2003, 2006 und 2010 und besiegte insbesondere den Interimsbürgermeister von 1988, Ron Gordon, ein zweites Mal bei den Wahlen von 1994. Am 27. Oktober 2014 wurde Bradley zum neunten Mal in Folge zum Bürgermeister gewählt. Im Jahr 2010 wandte sich das Ontario Disability Employment Network an Bradley, um andere Bürgermeister für Arbeitnehmer mit Behinderungen herauszufordern.

## Kritik und Kontroversen
Im Sommer 2016 stimmte der Stadtrat von Sarnia einer 90-tägigen Aussetzung des Gehalts von Bradley auf Empfehlung eines Integritätsbeauftragten zu. Der Bericht kam zu dem Schluss, dass Bradley städtische Angestellte verbal beschimpft, belästigt und gemobbt hat, wodurch eine „giftige Umgebung im Rathaus“ geschaffen wurde, die zu abrupten Rücktritten des Stadtschreibers und des Planungsdirektors von Sarnia führte.